# 신디 타이따이
신디 타이따이(Cindy Thái Tài, 1981년 1월 12일 ~ )는 베트남의 가수, 배우이다. 2005년 태국에서 성전환 수술을 받으면서 남자에서 여자로 성별을 바꿨다. 베트남 최초의 트랜스젠더 출신 가수, 배우이기도 하다.

## 앨범
- Nỗi lòng cô đơn (2006)
- Tình yêu đã mất (2007)
- Nụ hôn ngọt ngào (2007)
- Hãy về với em (2008)